# ویلمینگتون، کنت
ویلمینگتون (به انگلیسی: Wilmington) یک روستا و محله مدنی در بریتانیا است که در Dartford واقع شده‌است. ویلمینگتون ۷٬۱۷۸ نفر جمعیت دارد.

## خواهرخوانده
شهر Bray-et-Lû خواهرخواندهٔ ویلمینگتون، کنت هست.